# Tinguaçu-de-barriga-amarela
Átila-citrino ou tinguaçu-de-barriga-amarela (Attila citriniventris) é uma espécie de ave da família Tyrannidae.
Pode ser encontrada nos seguintes países: Brasil, Colômbia, Equador, Peru e Venezuela.
Os seus habitats naturais são: florestas subtropicais ou tropicais húmidas de baixa altitude.